# Ротума (аэропорт)
Аэропорт Ротума (ИАТА: RTA, ИКАО: NFNR) — аэропорт, обслуживающий остров Ротума на Фиджи. Расположен в районе поселка Эльзэе, округ Мал`аха. Управляется компанией Airports Fiji Limited.

## Условия
Аэропорт находится на высоте 7 метров над уровнем моря. В аэропорту одна взлётно-посадочная полоса длиной 1494 метров. Этого едва хватает для приема самолетов средних размеров. Полоса не асфальтирована.

## Авиакомпании и направления
Осуществляется единственный регулярный рейс — в столицу страны, Суву (аэропорт Нади). Рейсы выполняются раз в неделю, по пятницам, авиакомпанией Fiji Link (подразделение Fiji Airways).